# Ita Wegman

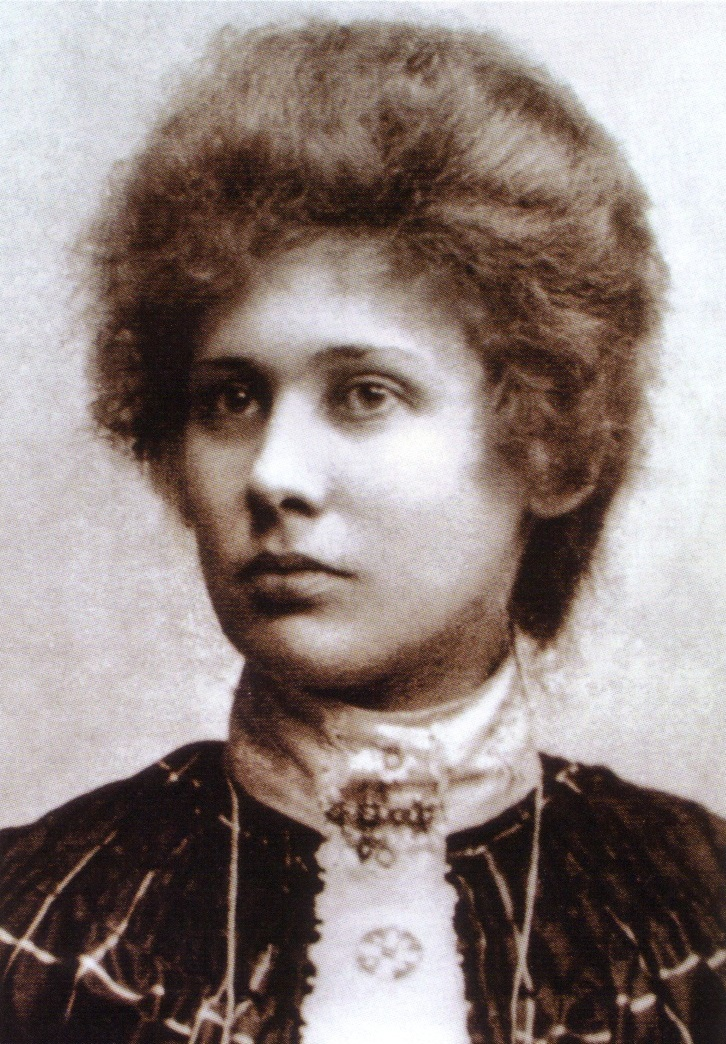
Ita Wegman în 1899 la Berlin

Ita Wegman (n. 22 februarie 1876, Insula Java, Indonezia – d. 4 martie 1943, Arlesheim⁠(d), Cantonul Basel-Provincie, Elveția) a cofondat Medicina antroposofică cu Rudolf Steiner . În 1921, ea a fondat prima clinică medicală antroposofică din Arlesheim, cunoscută până în 2014 ca Clinica Ita Wegman. Ea a dezvoltat o formă specială de terapie prin masaj numită masaj ritmic și alte tratamente terapeutice auto-revendicate.

## Tinerețe și educatie
Ita Wegman, așa cum a fost cunoscută de-a lungul vieții, s-a născut ca Maria Ita Wegman în 1876 în Karawang, Java de Vest, primul copil al unei familii coloniale olandeze. La începutul secolului, ea s-a întors în Europa (făcuse o vizită înainte) și a studiat gimnastica terapeutică și masaj. În 1902, când avea 26 de ani, l-a întâlnit pentru prima dată pe Rudolf Steiner . Cinci ani mai târziu, ea a început facultatea de medicină la Universitatea din Zurich, unde femeile nu erau discriminate din cauza studiului medicinei. I s-a acordat diploma de medic in 1911 cu specializarea in medicina feminina si s-a alaturat unei practici medicale existente.

## Cariera

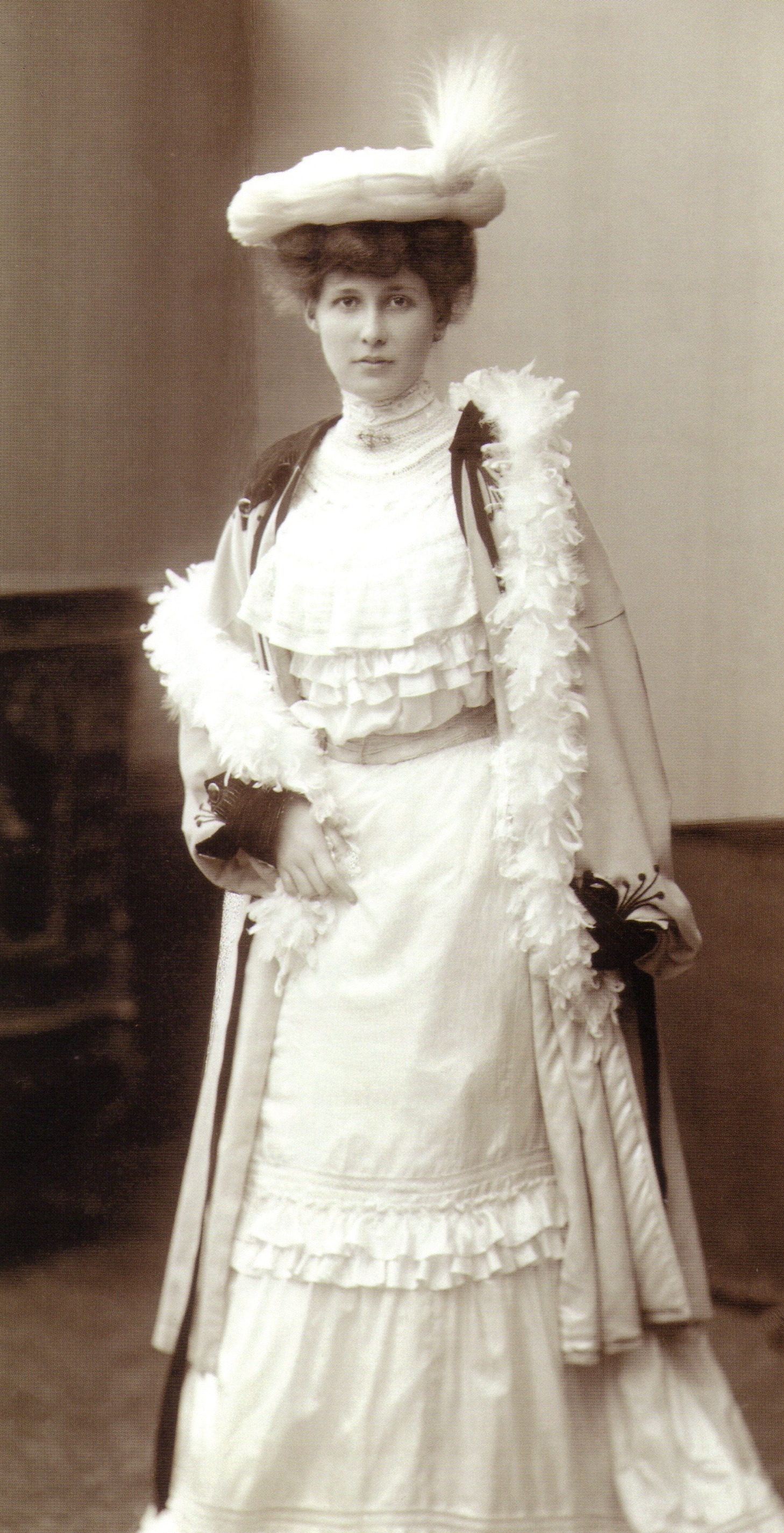
Înainte de 1900 la Berlin

În 1917, după ce a deschis un cabinet independent, ea a dezvoltat un tratament pentru cancer folosind un extract de vâsc, conform indicațiilor lui Steiner. Acest prim remediu, pe care ea l-a numit Iscar, a fost dezvoltat ulterior în Iscador și a devenit un tratament complementar pentru cancer în Germania și într-o serie de alte țări și este în curs de studii clinice în SUA. Nu există dovezi că Iscadorul vindecă de cancer sau mărește calitatea vieții bolnavilor de cancer.
Prin 1919 a avut un cabinet comun împreună cu alți doi medici, tot femei. În 1920, a cumpărat teren în Arlesheim, unde și-a deschis propria clinică, Klinisch-Therapeutisches Institut sau Institutul Clinico-Terapeutic, în anul următor. Un număr de alți medici s-au alăturat institutului, care a crescut constant în următorii ani ca prim centru de medicină antroposofică. În 1922, ea a fondat un cămin terapeutic pentru copii cu handicap mental. Haus Sonnenhof, tot în Arlesheim, a co-fondat un laborator farmaceutic, Weleda, care de atunci a devenit un producător semnificativ de medicamente și produse de îngrijire a sănătății.
În anul următor, Rudolf Steiner ia cerut lui Wegman să se alăture Consiliului Executiv al Societății Antroposofice, recent reformate la Goetheanum în Dornach, Elveția . Ea a mai condus și Secția Medicală a centrului de cercetare de la Goetheanum. Împreună, Wegman și Steiner au scris ceea ce urma să fie ultima carte a lui Steiner, "Extinderea Medicinei Practice" (edițiile anterioare au fost publicate ca Fundamentalele Terapiei), care a dat o bază teoretică noii medicamente pe care o dezvoltau. Cartea a fost scrisă parțial în timp ce Wegman avea grijă de Steiner, care era deja bolnav în stadiu terminal. Wegman a fondat o nouă revistă medicală, Natura, în anul următor.
În 1936, clinica a deschis o a doua casă în Ascona, Elveția. La scurt timp după aceea, dificultățile dintre Wegman și restul Consiliului Executiv au izbucnit și Wegman a fost rugat să părăsească consiliul; în plus, ea și un număr de susținători li sa retras calitatea de membru al Societății Antroposofice. Munca medicală a înflorit, totuși, iar Wegman a călătorit mult în sprijinul mișcării în creștere rapidă de a extinde limitele medicinei; ea a fost activă în special în Țările de Jos/Olanda și Anglia în acest timp.
Wegman a murit in Arlesheim în 1943, la vârsta de 67 de ani.